# Telemann (album Bolette Roed)
Telemann – album duńskiej flecistki Bolette Roed z udziałem polskiej orkiestry barokowej Arte dei Suonatori, japońskiej gambistki Reiko Ichise i francuskiego flecisty Alexisa Kossenko, wydany w październiku 2015 przez warszawską oficynę Dux (nr kat. DUX 1245). Zawiera kompozycje XVIII-wiecznego kompozytora Georga Philippa Telemanna. Płytę nominowano do nagrody Fryderyka 2016 w kategorii Album Roku – Muzyka Dawna.

## Lista utworów

### Concerto di camera g-moll na flet prosty, skrzypce i basso continuo TWV 43:g3
- 1	I (Vivace)	5:06
- 2	II Siciliana	4:39
- 3	III Bouré	1:12
- 4	IV Menuet I, II	4:28

### Koncert a-moll na flet prosty, violę da gamba, smyczki i basso continuo TWV 52:a1
- 5	I Largo	        4:06
- 6	II Allegro	4:18
- 7	III Dolce	3:45
- 8	IV Allegro	3:57

### Suita a-moll na flet prosty, smyczki i basso continuo TWV 55:a3
- 9	I Ouverture	       10:17
- 10	II Les Plaisirs	        3:28
- 11	III L’air a l’Italien	6:45
- 12	IV Menuet I, II	        3:37
- 13	V Rejouissance	        2:20
- 14	VI Passepied I, II	1:51
- 15	VII Polonoise	        3:29

### Koncert e-moll na flet prosty, flet traverso, smyczki i basso continuo TWV 52:e1
- 16	I Largo	        4:47
- 17	II Allegro	4:10
- 18	III Largo	3:28
- 19	IV Presto	2:45

## Wykonawcy
- Bolette Roed – flet prosty
- Reiko Ichise – viola da gamba
- Alexis Kossenko – flet poprzeczny
- Arte dei Suonatori, Ewa Golińska – skrzypce solo, Aureliusz Goliński – skrzypce solo